# Осон (округ Тулуза)
Осо́н (фр. Aussonne, окс. Aussona) — коммуна во Франции, находится в регионе Юг — Пиренеи. Департамент — Верхняя Гаронна. Входит в состав кантона Гренад. Округ коммуны — Тулуза.
Код INSEE коммуны — 31032.

## География
Коммуна расположена приблизительно в 580 км к югу от Парижа, в 14 км к северо-западу от Тулузы.
По территории коммуны протекает река Осоннель и её небольшой приток — река Гажа. На востоке расположено озеро Осон.

## Климат
Климат умеренно-океанический. Зима мягкая и снежная, весна характеризуется сильными дождями и грозами, лето сухое и жаркое, осень солнечная. Преобладают сильные юго-восточные и северо-западные ветры.

## Население
Население коммуны на 2010 год составляло 6357 человек.
| 1962 | 1968 | 1975 | 1982 | 1990 | 1999 | 2010 |
| ---- | ---- | ---- | ---- | ---- | ---- | ---- |
| 661  | 873  | 1952 | 3636 | 4000 | 4223 | 6357 |

## Администрация
| Период | Период | Фамилия       | Партия                             | Примечания |
| ------ | ------ | ------------- | ---------------------------------- | ---------- |
| 1945   | 1977   | Пьер Дени     |                                    |            |
| 1977   | 1995   | Ги Сальер     |                                    |            |
| 1995   | 2001   | Мишель Сокасо | Объединение в поддержку республики |            |
| 2001   | 2020   | Лизьян Морель | Социалистическая партия            |            |

## Экономика
В 2010 году среди 4098 человек трудоспособного возраста (15—64 лет) 3160 были экономически активными, 938 — неактивными (показатель активности — 77,1 %, в 1999 году было 69,7 %). Из 3160 активных жителей работали 2924 человека (1527 мужчин и 1397 женщин), безработных было 236 (105 мужчин и 131 женщина). Среди 938 неактивных 317 человек были учениками или студентами, 373 — пенсионерами, 248 были неактивными по другим причинам.

## Достопримечательности
- Церковь Нотр-Дам-дю-Розер (XV век). Исторический памятник с 1926 года[4]

## Фотогалерея

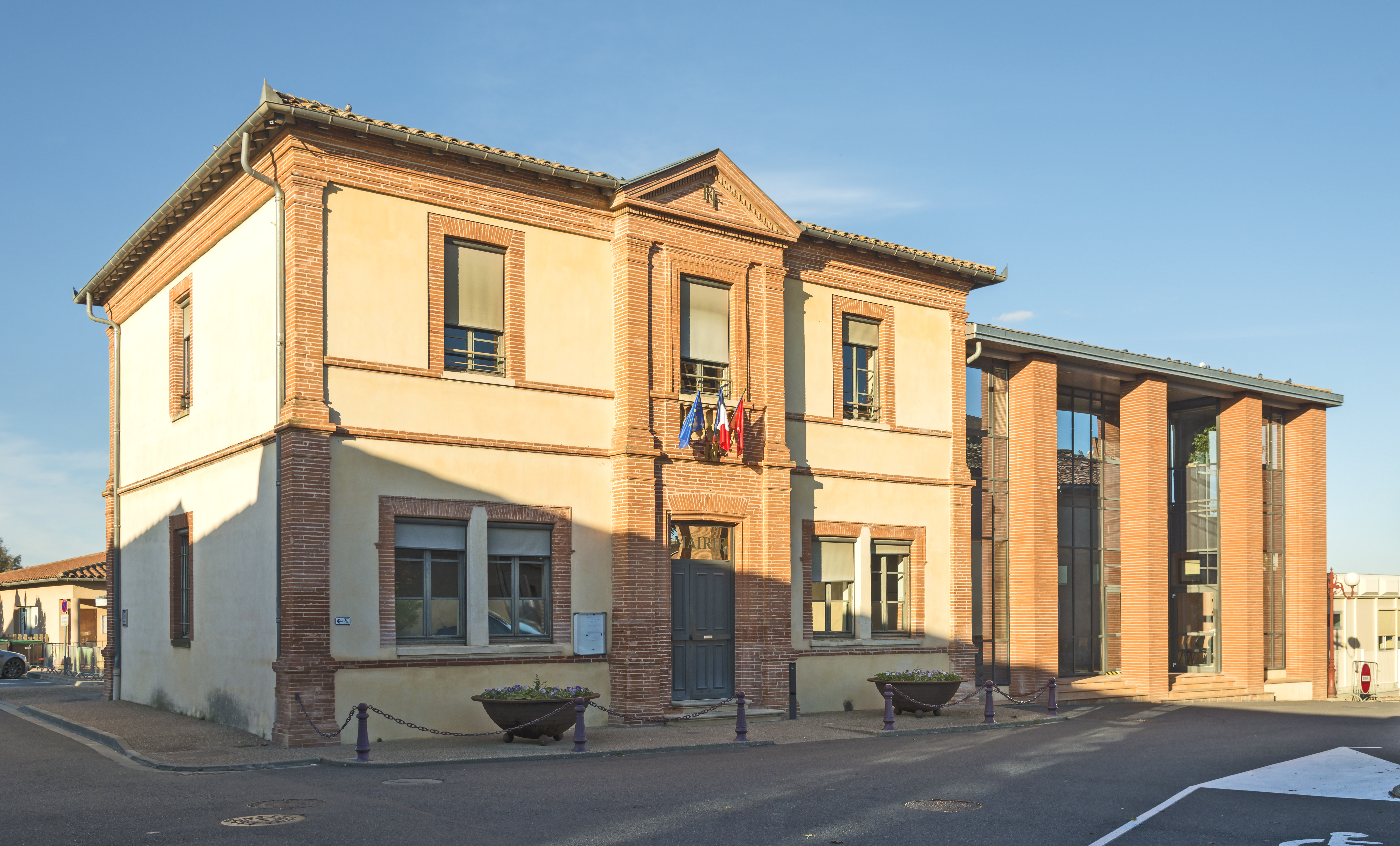
Мэрия
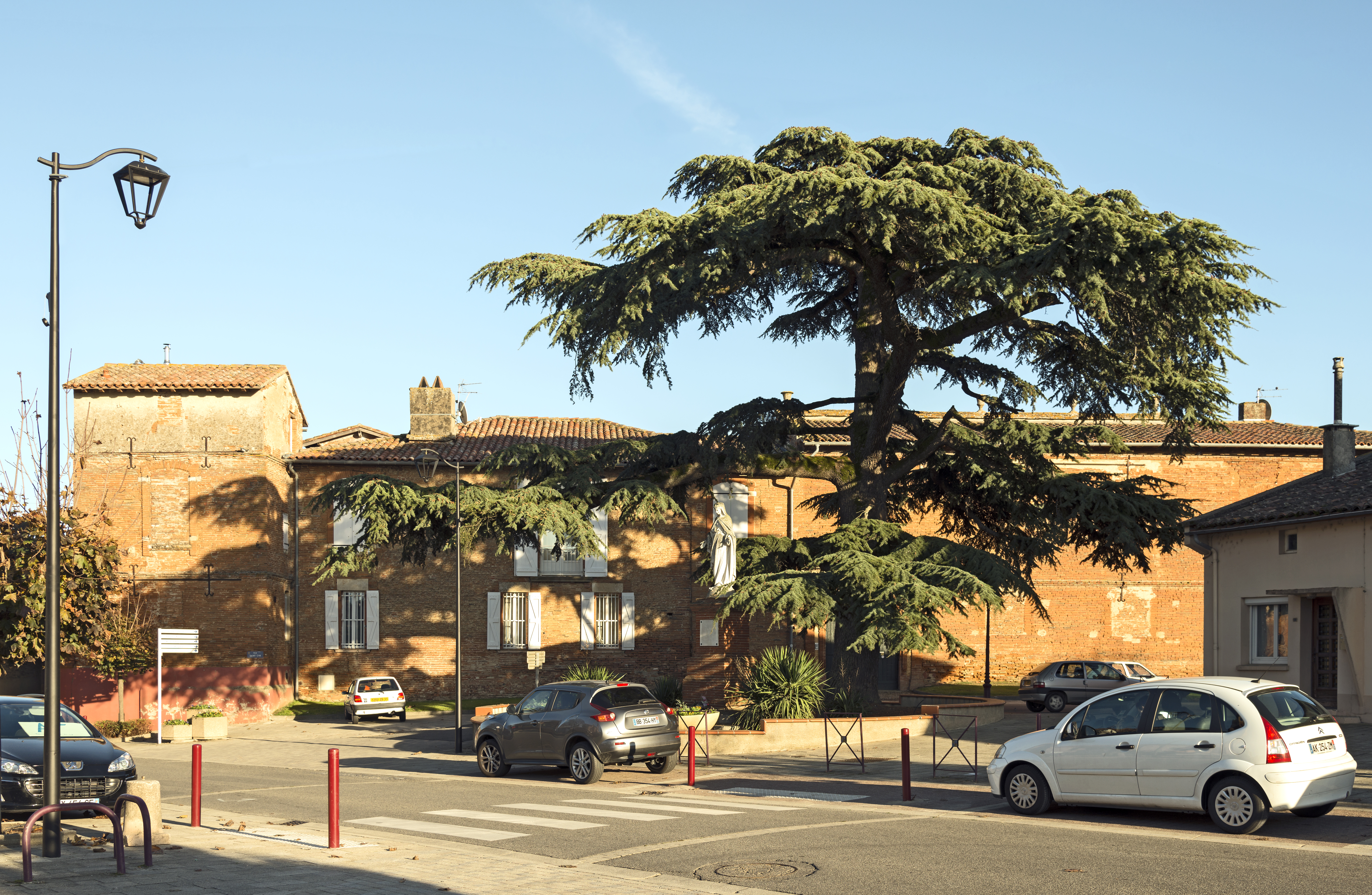
Замок
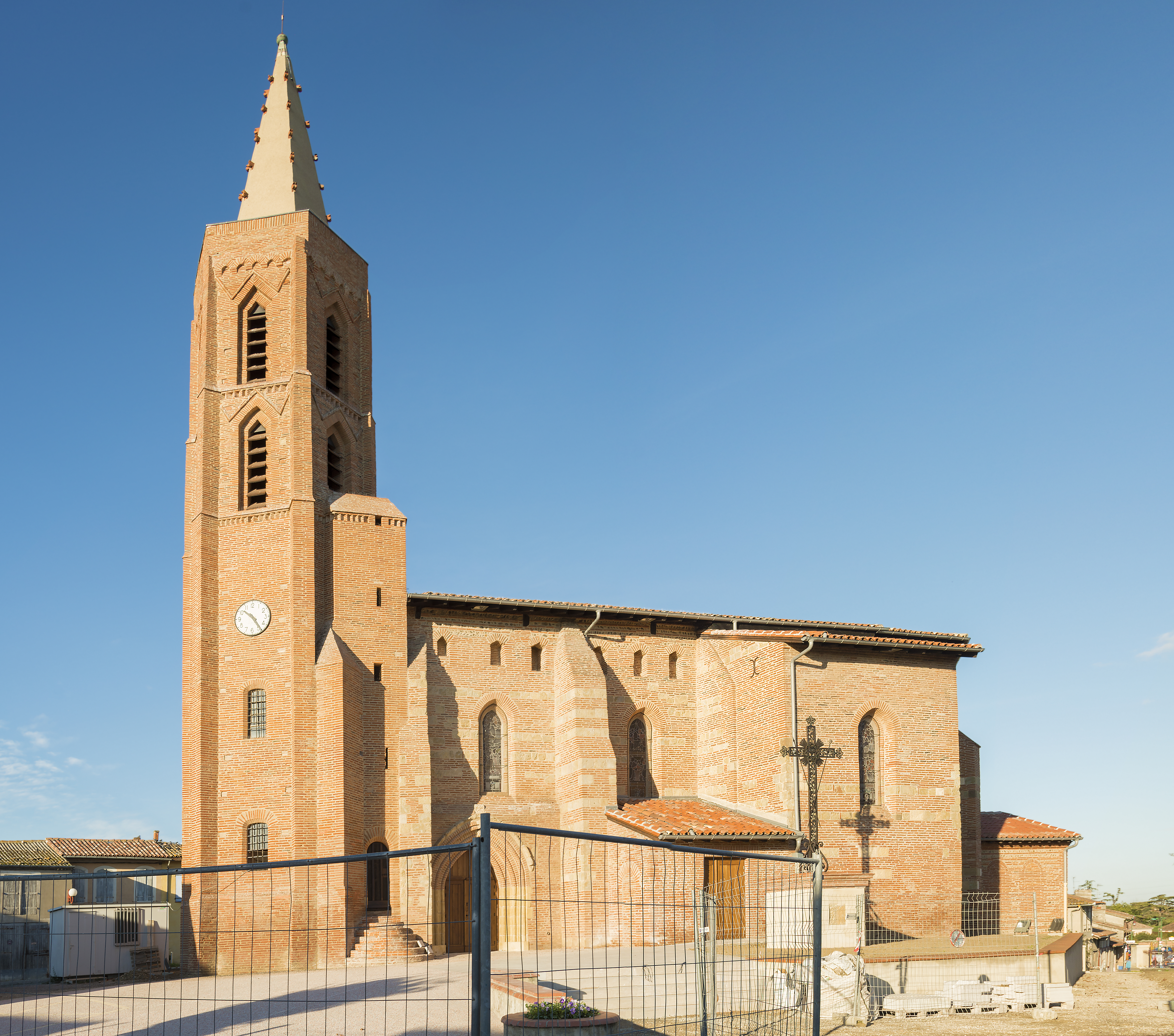
Церковь Нотр-Дам-дю-Розер
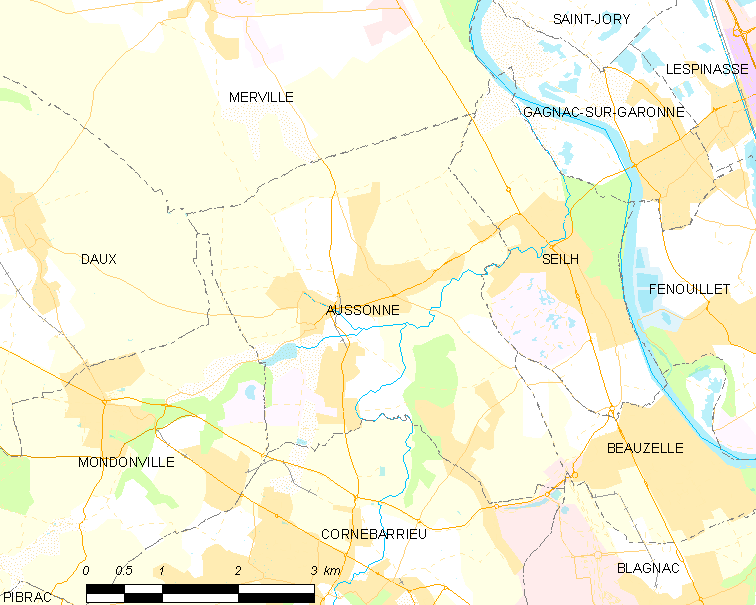
Карта коммуны